# Pello Bilbao
Pello Bilbao López de Armentia (* 25. února 1990) je španělský profesionální silniční cyklista jezdící za UCI WorldTeam Team Bahrain Victorious.

## Kariéra

### Caja Rural–Seguros RGA (2014–2016)
Bilbao se stal členem týmu Caja Rural–Seguros RGA od začátku sezóny 2014 poté, co jeho předešlý tým, Euskaltel–Euskadi, zanikl na konci sezóny 2013. V roce 2015 Bilbao vyhrál šestou etapu závodu Kolem Turecka s prudkým cílem ve městě Selçuk.

### Astana (2017–2019)
V říjnu 2016 bylo oznámeno, že Bilbao podepsal jednoletý kontrakt s UCI WorldTeamem Astana pro sezónu 2017.
V květnu 2017 byl Bilbao jmenován na startovní listině Gira d'Italia 2017. O měsíc později se zúčastnil Tour de Suisse, kterou dokončil na celkovém desátém místě. Zaznamenal tak své první umístění mezi 10 nejlepšími v celkovém pořadí na etapovém závodu, který je součástí UCI World Tour.
V únoru 2018 dokončil Bilbao na sedmém místě v celkovém pořadí závod Volta a la Comunitat Valenciana. O 2 měsíce později získal osmé místo na závodu Kolem Baskicka. Na závodu Tour of the Alps zvítězil v úvodní etapě, díky čemuž nosil dres lídra v druhé etapě. Svou dobrou formu si udržel do Gira d'Italia, kde jel jako domestik Miguela Ángela Lópeze a sám dojel na šestém místě v celkovém pořadí. O pár týdnů později získal své první vítězství v UCI World Tour, když triumfoval v šesté etapě Critéria du Dauphiné.
V roce 2019 se Bilbao znovu zúčastnil Gira d'Italia. V sedmé etapě se dostal do úniku, jenž dostal šanci bojovat o etapové vítězství. Bilbao této příležitosti využil a 1,5 km před cílem zaútočil. I přesto, že ho ostatní závodníci z úniku začali dojíždět, si byl schopen dojet pro své první etapové vítězství na jedné ze tří Grand Tours. V závodu pak vyhrál ještě dvacátou etapu, která byla klasifikována jako královská, v závěrečném sprintu proti Mikelu Landovi (Movistar Team).

### Bahrain–McLaren (2020–)
V říjnu 2019 bylo oznámeno, že Bilbao podepsal kontrakt s UCI WorldTeamem Bahrain–Merida, později přejmenovaném na Bahrain–McLaren, od sezóny 2020.
V roce 2020 se Bilbao zúčastnil Tour de France, kde se v celkovém pořadí umístil na šestnáctém místě, a Gira d'Italia. Tam dosáhl svého nejlepšího výsledku v kariéře na Grand Tours, a to celkového pátého místa. V roce 2021 se Gira d'Italia zúčastnil znovu, tentokrát v roli domestika Mikela Landy. Landa však musel po páté etapě závodu odstoupit kvůli nehodě a novým lídrem týmu se stal Damiano Caruso. S pomocí Bilbaa Caruso vyhrál předposlední etapu závodu a do cíle v Milánu dojel na druhém místě. Samotný Bilbao dokončil třináctý.
V roce 2022 se Bilbao zúčastnil UAE Tour. Díky třetímu místu v závěrečné etapě s cílem na Džabal Hafít se posunul na třetí místo v celkovém pořadí. V dubnu se Bilbao zúčastnil závodu Kolem Baskicka, kde vyhrál třetí etapu ve sprintu malé skupiny. Závod dokončil na celkové páté příčce. Dalším závodem pro Bilbaa byl etapový závod Tour of the Alps, kde znovu díky vítězství ve sprintu malé skupiny triumfoval, nyní v druhé etapě s cílem ve městě Lana. S pomocí druhého místa v první etapě se posunul do čela závodu. Ve vedení se udržel až do posledního dne závodu, v němž ztratil 40 sekund na trojici jezdců Romain Bardet, Michael Storer a Thymen Arensman, kteří se před něj posunuli v celkovém pořadí. Na Giru d'Italia Bilbao získal v konečném hodnocení páté místo, podruhé v třech letech.

## Hlavní výsledky
2011
2. místo Tour de Vendée
7. místo Prueba Villafranca de Ordizia
2012
Vuelta a Asturias
10. místo celkově
2013
Vuelta a Asturias
7. místo celkově
2014
vítěz Klasika Primavera
3. místo Circuito de Getxo
Vuelta a Burgos
6. místo celkově
Kolem Norska
7. místo celkově
Tour du Gévaudan Languedoc-Roussillon
7. místo celkově
8. místo Grand Prix d'Ouverture La Marseillaise
2015
Tour de Beauce
 celkový vítěz
Vuelta a Andalucía
 vítěz vrchařské soutěže
Kolem Turecka
vítěz 6. etapy
Vuelta a Castilla y León
4. místo celkově
 vítěz bodovací soutěže
vítěz 1. etapy
Tour du Gévaudan Languedoc-Roussillon
7. místo celkově
10. místo GP Miguel Indurain
2016
Kolem Turecka
vítěz 2. etapy
Vuelta a Castilla y León
2. místo celkově
5. místo Circuito de Getxo
6. místo GP Miguel Indurain
7. místo Milán–Turín
8. místo Klasika Primavera
Kolem Norska
9. místo celkově
9. místo Prueba Villafranca de Ordizia
2017
Tour de Suisse
10. místo celkově
2018
Critérium du Dauphiné
vítěz 6. etapy
Tour of the Alps
vítěz 1. etapy
Giro d'Italia
6. místo celkově
Volta a la Comunitat Valenciana
7. místo celkově
Kolem Baskicka
8. místo celkově
2019
Giro d'Italia
vítěz etap 7 a 20
Národní šampionát
2. místo časovka
Vuelta a Murcia
3. místo celkově
vítěz 1. etapy
Volta a la Comunitat Valenciana
3. místo celkově
Vuelta a Andalucía
4. místo celkově
2020
Národní šampionát
 vítěz časovky
Giro d'Italia
5. místo celkově
Vuelta a Andalucía
6. místo celkově
6. místo Circuito de Getxo
2021
Tour of the Alps
2. místo celkově
vítěz 4. etapy
4. místo GP Miguel Indurain
Národní šampionát
5. místo časovka
Kolem Baskicka
6. místo celkově
Tour de France
9. místo celkově
10. místo Strade Bianche
2022
Deutschland Tour
2. místo celkově
 vítěz bodovací soutěže
vítěz 4. etapy
Tour de Pologne
3. místo celkově
UAE Tour
3. místo celkově
Tour of the Alps
4. místo celkově
vítěz 2. etapy
Giro d'Italia
5. místo celkově
Kolem Baskicka
5. místo celkově
vítěz 3. etapy
5. místo Strade Bianche
Tirreno–Adriatico
9. místo celkově
9. místo Grand Prix Cycliste de Montréal
2023
2. místo Clásica de San Sebastián
Tour Down Under
3. místo celkově
vítěz 3. etapy
3. místo Grosser Preis des Kantons Aargau
UAE Tour
4. místo celkově
Volta a la Comunitat Valenciana
4. místo celkově
Tour de France
6. místo celkově
vítěz 10. etapy
7. místo Strade Bianche
2024
Volta a la Comunitat Valenciana
6. místo celkově 6. místo Kolem Baskicka
Kolem Slovinska
2. místo celkově
vítěz 4. etapy
3. místo UAE Tour
9. místo Lutych–Bastogne–Lutych
9. místo Amstel Gold Race

### Výsledky na etapových závodech
| Výsledky na Grand Tours        |      |      |      |      |      |      |      |      |      |      |      |      |      |      |
| Grand Tour                     | 2011 | 2012 | 2013 | 2014 | 2015 | 2016 | 2017 | 2018 | 2019 | 2020 | 2021 | 2022 | 2023 | 2024 |
| Giro d'Italia                  | —    | —    | —    | —    | —    | —    | 66   | 6    | 31   | 5    | 13   | 5    | —    | —    |
| Tour de France                 | —    | —    | —    | —    | —    | —    | —    | —    | 54   | 16   | 9    | —    | 6    | DNF  |
| Vuelta a España                | —    | —    | —    | 60   | 97   | 78   | 23   | 27   | —    | —    | —    | —    | —    |      |
| Výsledky na etapových závodech |      |      |      |      |      |      |      |      |      |      |      |      |      |      |
| Závod                          | 2011 | 2012 | 2013 | 2014 | 2015 | 2016 | 2017 | 2018 | 2019 | 2020 | 2021 | 2022 | 2023 | 2024 |
| Paříž–Nice                     | —    | DNF  | —    | —    | —    | —    | —    | —    | —    | DNF  | —    | —    | —    | 23   |
| Tirreno–Adriatico              | —    | —    | —    | —    | —    | 89   | —    | —    | —    | —    | 61   | 9    | —    | —    |
| Volta a Catalunya              | —    | —    | —    | —    | —    | —    | DNF  | 48   | 28   | NS   | —    | —    | —    | —    |
| Kolem Baskicka                 | —    | —    | —    | —    | 56   | 17   | 110  | 8    | 53   | NS   | 6    | 5    | DNF  | 6    |
| Tour de Romandie               | —    | —    | 103  | —    | —    | —    | 24   | —    | —    | NS   | —    | —    | —    |      |
| Critérium du Dauphiné          | 92   | 146  | 73   | —    | —    | —    | —    | 27   | —    | 33   | —    | —    | —    |      |
| Tour de Suisse                 | —    | —    | —    | —    | —    | —    | 10   | —    | —    | NS   | —    | —    | DNF  |      |

| —   | Nezúčastnil se |
| DNF | Nedokončil     |
| JS  | Jede se        |
| NS  | Nekonalo se    |